# Governo Guizot
Il Governo Guizot è stato un governo francese in carica dal 18 settembre 1847 al 23 febbraio 1848, durante la monarchia di luglio, per un totale di 5 mesi e 5 giorni.

## Cronologia
- 10 luglio 1847: si tiene il primo evento della cosiddetta "campagna dei banchetti", promossa unitamente da repubblicani, legittimisti ed il centro-sinistra per introdurre il suffragio universale
- 18 settembre 1847: per motivi sia di anzianità che d'integrità, il primo ministro Soult si dimette, venendo prontamente sostituito dal già capo del governo de facto François Guizot
- Dicembre 1847: esplode lo "scandalo Hébert", che coinvolge il guardasigilli, reo di malversazione alla Corte dei conti e abuso d'ufficio per aver favorito un azionista del Journal des débats, su spinta del primo ministro stesso
- 19 febbraio 1848: vengono interdette le riunioni dei banchetti; il governo minaccia l'uso dell'esercito per impedire la libertà di riunione
- 22 febbraio 1848: di fronte all'autoritarismo governativo, centinaia di studenti scendono in strada per manifestare contro il governo; in breve, la protesta dilaga in rivolta, avviando la Rivoluzione di febbraio
- 23 febbraio 1848: informato della situazione nella capitale, ormai dilagata nel resto del Paese, Guizot rassegna le dimissioni; pur consigliando a Luigi Filippo dincaricare il Maresciallo Bugeaud di formare un governo speciale e di reprimere la rivolta, il sovrano tentenna, affidandosi ai consigli di Thiers e Barrot di ritirare l'esercito
- 24 febbraio 1848: di fronte al crescere dei disordini, Luigi Filippo abdica in favore del nipote Filippo di Parigi; durante il pomeriggio, la proclamazione della reggenza è interrotta dai deputati Lamartine, Crémieux e Ledru-Rollin, che invece proclamano la Seconda Repubblica, approvata all'ultimo dalla maggioranza della Camera

## Consiglio dei Ministri
Il governo, composto da 9 ministri (oltre al presidente del consiglio), vedeva inizialmente partecipi:
| Carica                                    | Titolare | Titolare                     | Partito       |  |
| ----------------------------------------- | -------- | ---------------------------- | ------------- |  |
| Presidente del Consiglio dei Ministri     |          | François Guizot              | Centro-destra |  |
|                                           |          |                              |               |  |
| Ministro degli Affari Esteri              |          | François Guizot              | Centro-destra |  |
| Ministro dell'Interno                     |          | Tanneguy Duchâtel            | Centro-destra |  |
| Ministro della Giustizia                  |          | Michel Hébert                | Centro-destra |  |
| Ministro della Guerra                     |          | Camille Alphonse Trézel      | Nessuno       |  |
| Ministro della Marina e delle Colonie     |          | Napoléon Lannes              | Centro-destra |  |
| Ministro delle Finanze                    |          | Pierre Sylvain Dumon         | Centro-destra |  |
| Ministro della Pubblica Istruzione        |          | Narcisse-Achille de Salvandy | Centro-destra |  |
| Ministro dei Lavori Pubblici              |          | Hippolyte Paul Jayr          | Nessuno       |  |
| Ministro del Commercio e dell'Agricoltura |          | Laurent Cunin-Gridaine       | Centro-destra |  |